# مقبرة كريستوفر كولومبوس

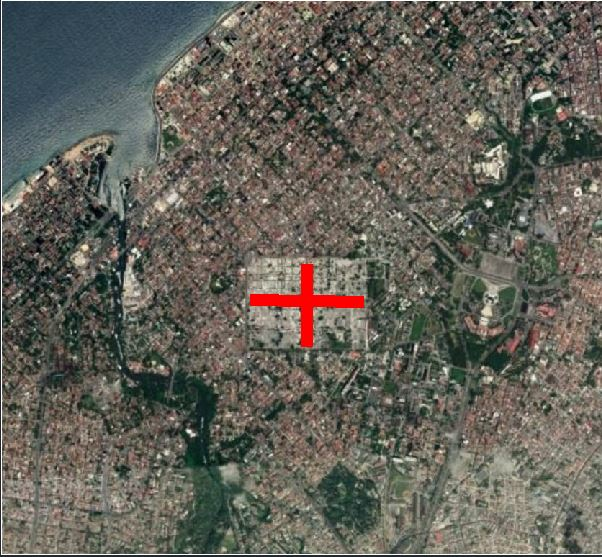
صورة جوية لمقبرة كريستوبال كولون وسط هافانا.

مقبرة كريستوفر كولومبوس أو مقبرة كريستوبال كولون (بالإسبانية: El Cementerio de Cristóbal Colón)‏، هي مقبرة تقع في حي فيدادو [الإنجليزية] وسط هافانا عاصمة كوبا، حيث حلت محل مقبرة إيسبادا [الإنجليزية] في حي باريو دي سان لازارو [الإنجليزية]. بُنيت المقبرة سنة 1876، وسُميت على اسم المُستكشف الإيطالي كريستوفر كولومبوس أو كما يُعرف محليا باسم كريستوبال كولون (بالإسبانية: Cristóbal Colón)‏. تشتهر المقبرة بتواجد عديد النصب التذكارية المنحوتة بشكل متقن داخلها، كما وتُشير التقديرات إلى أن بها أكثر من 800 ألف قبر. قبل بناء مقبرة إيسبادا وبعدها مقبرة كريستوبال كولون، كان موتى هافانا يُدفنون في أقبية الكنائس المنتشرة في جميع أنحاء المدينة، خصوصا في كاتدرائية هافانا وكنيسة الروح القدس [الإنجليزية] في منطقة هافانا القديمة.

## نظرة عامة
تُعد مقبرة كريستوفر كولومبوس واحدة من أهم المقابر في العالم بشكل عام، والثانية على مستوى أمريكا اللاتينية من الناحية التاريخية أو المعمارية، مُباشرة بعد مقبرة لا ريكوليتا في بوينس آيرس بالأرجنتين. قبل إنشاء المقبرة، كان موتى هافانا يُدفنون في أقبية الكنائس المُنتشرة في جميع أنحاء المدينة. لكن في سنة 1806، افتُتحت مقبرة إيسبادا [الإنجليزية] في حي باريو دي سان لازارو [الإنجليزية] بالقُرب من خليج خوان غيلين القريب من مستشفى سان لازارو [الإنجليزية] ودار هافانا للإحسان والأمومة [الإنجليزية]، وأصبحت المقبرة الرئيسية للمدينة حينها. بعد تفشي الكوليرا سنة 1868، صارت هُناك حاجة لإنشاء مقبرة أكبر يُمكن لها أن تسع الأعداد الكبيرة من الموتى ضحايا الوباء.
مقبرة كريستوفر كولومبوس هي مقبرة كاثوليكية، كما وتضُم داخلها آثارا ومنحوتات وتماثيل لفنانين من القرنين التاسع عشر والعشرين. قُسمت مساحات وقبور المقبرة وفقا للطبقة الاجتماعية للمُتوفى، حيث أن القبور صارت وسيلة للعائلات الأرستقراطية للتباهي بثروتها ونفوذها من خلال شكل قبور موتاها وتفاصيلها. يتوفر المدخل الرئيسي الشمالي للمقبرة على بوابة مُزينة بنقوش توراتية تعلوها منحوتة رُخامية للنحات خوسيه فيلالتا سافيدرا [الإنجليزية]، وما بين هذه البوابة والكنيسة المركزية للمقبرة تتواجد قبور عديد الشخصيات المُهمة. يقع في المقبرة أيضا نصب رجال الإطفاء (بالإسبانية: Monumento a los Bomberos)‏، والذي بناه النحات الإسباني أوغستين كويرول والمُهندس المعماري خوليو زاباتا. هذا النصب التذكاري يُخلد ذكرى رجال الإطفاء الثمانية والعشرين الذين لقوا حتفهم في حريق نشب في متجر للأجهزة في منطقة هافانا القديمة سنة 1890.

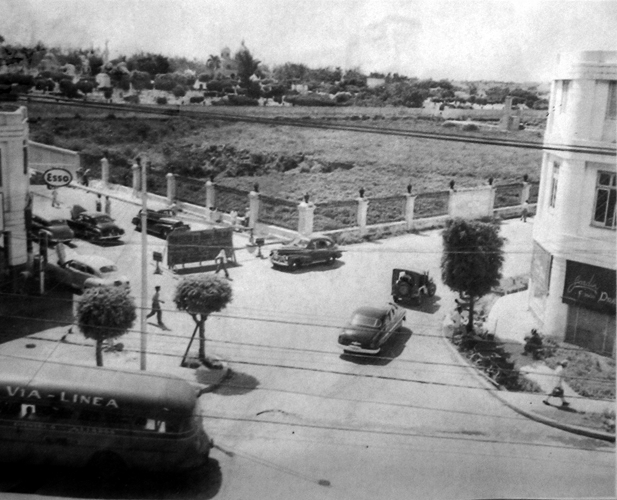
صورة لمقبرة كريستوفر كولومبوس في 7 مايو 1949.

أمام المدخل الرئيسي عند نقطة التقاء شوارع كريستوفر كولومبوس والأسقف إيسبادا والأسقف فراي خاسينتو، تقع الكنيسة المركزية للمقبرة، على غرار شكل كاتدرائية فلورنسا في مدينة فلورنسا بإيطاليا. تبلغ مساحة المقبرة 50 ألف هكتار، وتُحدد مساحة قبر المُتوفى على حسب رُتبة ووضعه الاجتماعي، كما أن المقبرة بدورها مُقسمة إلى مساحات مُخصصة لكُل فئة اجتماعية على حدة، فمثلا هُناك مساحة الكهنة ومنطقة الجنود ومساحة الأثرياء ومنطقة الفقراء ومساحة الأطفال الرضع ومنطقة ضحايا الأوبئة ومساحة المحكوم عليهم...إلخ.
تضُم المقبرة حوالي 800 ألف قبر ومدفون فيها حوالي مليون شخص، لكن بسبب قلة المساحة مُقارنة بأعداد الوفيات، يتم كُل ثلاث سنوات إزالة رفات الموتى من القبور وتُنقل وتُوضع في مبنى تخزين.

## التاريخ
كتبت ماريا أرخيليا فيزكاينو:
"وُضع حجر الأساس في 30 أكتوبر 1871، وبلغت مساحة المقبرة قبل أعمال التوسعة سنة 1934 حوالي 504458.22 مترًا مربعًا. تتخذ المقبرة شكلا مُستطيلا كمُخيم روماني على الطراز الروماني البيزنطي، كما وتتوفر على أرصفة للمُشاة وشوارع وطُرق غرضها تسهيل ولوج الزوار لكافة مرافق المقبرة، كما وأنه في حقبة الجمهورية كان الزائر يُزود بخريطة مجانية. ذكر إنريكي مارتينيز في "العمارة والعُمران في كوبا" (بالإسبانية: Cuba Arquitectura y Urbanismo)‏: "لقد كانت البناء الديني الأكثر روعة الذي أُنشئ في المدينة خلال القرن التاسع عشر".
كانت الساحة الواقعة في الشارع المركزي تُسمى ساحة كريستوفر كولومبوس، وذلك لأنه كان مُخططا إقامة تمثال نصفي للمُسكتشف الإيطالي، لكن هذا المُخطط لم يُنفذ على أرض الواقع. كان هذا التمثال لو أُنشئ سنة 1828، سيكون أول تمثال نصفي يُنحت في قارة أمريكا الجنوبية، والوحيد في العالم لشخصية ذات لحية (1828) والوحيدة الموجودة في العالم بأسره لشخصية ذات لحية.

## التصميم

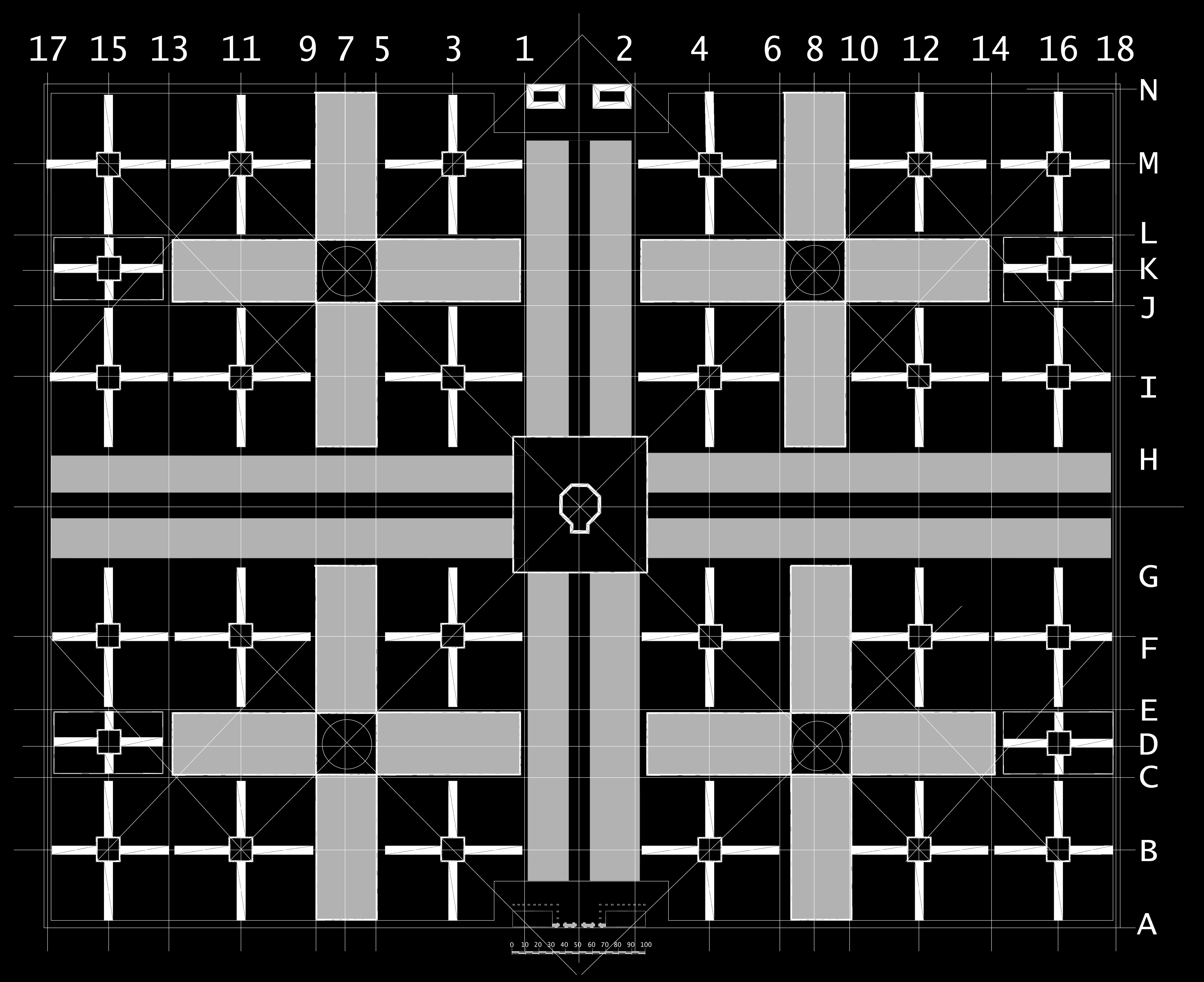
مخطط يُوضح شكل تصميم مقبرة كريستوفر كولومبوس.

صُممت المقبرة على يد المُهندس المعماري الجاليسي كاليكستو أريلانو دي لورا إي كاردوسو، وهو خريج أكاديمية مدريد الملكية للفنون في سان فرناندو، كما أن كاردوسو كان أول من دُفن في المقبرة بعد أن تُوفي قبل اكتمال عمله. امتدت فترة بناء المقبرة بين سنتي 1871 و1886، حيث أن الأرض التي بُنيت عليها كانت سابقا أرضا زراعية. تحتوي المقبرة على أعمال لبعض الفنانين الكوبيين الذين تميزوا في القرنين التاسع عشر والعشرين، مثل ميغيل ميليرو  وخوسيه فيلالتا دي سافيدرا ورينيه بورتوكاريرو وريتا لونغا وأوجينيو باتيستا وماكس سورجيس ريسيو وخوان خوسيه سيكر وآخرون.
صُممت مقبرة كريستوفر كولومبوس بخمسة تقاطعات مُكونة من شوارع مُتقاطعة بشكل عمودي. يُقسم المساران الرئيسيان داخل المقبرة هذه الأخيرة إلى أربع مساحات مُستقلة تُسمى الثكنات، وهذه الأخيرة بدورها مُقسمة بواسطة شارعين آخرين يتقاطعان بزاوية قائمة، بحيث تتشكل خمسة مربعات عند التقاطعات، أهمها مُربع الكنيسة المركزية، مُحاطين كلهم ببوابات ومداخل.

### البوابة

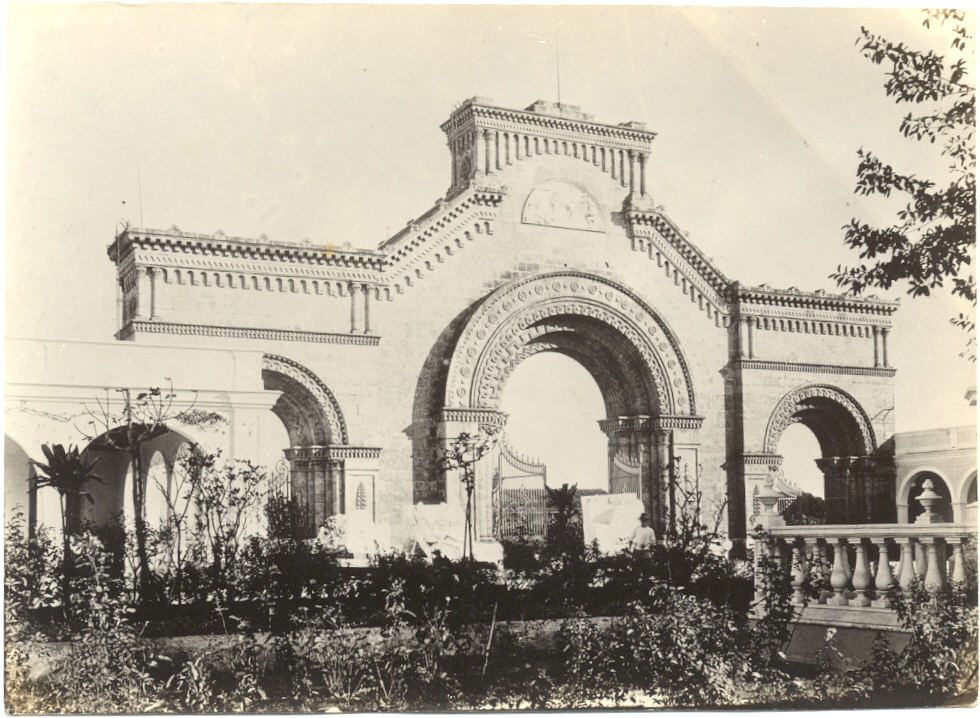
صورة للبوابة الرئيسية لمقبرة كريستوفر كولومبوس التُقطت قبل سنة 1901.

كان كاليكستو أريلانو دي لورا إي كاردوسو أيضًا مُصمم البوابة الرئيسية للمقبرة. يبلغ ارتفاع البوابة 21.66 مترًا، بينما طولها يصل إلى 34.40 مترا، مع سُمك في حدود 2.50 مترين، وقد نُفذ التصميم على يد الثنائي أوجينيو راينيري سورينتينو  وخوسيه فيلالتا سافيدرا [الإنجليزية].

## المدفونين
تحتوي مقبرة كريستوبال كولون نصبا تذكاريا لرجال الإطفاء الذين ماتوا خلال تدخلهم في حريق 17 مايو 1890.
بما أن رياضة البيسبول رياضة رائدة في كوبا، فإن المقبرة بها نصب تذكاري للاعبي الدوري الكوبي [الإنجليزية] للبيسبول. أقيم النصب التذكاري الأول سنة 1942، في حين شُيد الثاني سنة 1951 وخُصص لأعضاء قاعة مشاهير كرة القاعدة الكوبية [الإنجليزية].
في فبراير 1898، دُفن في المقبرة جثث البحارة الذين ماتوا بعد غرق سفينة يو إس إس مين التابعة للبحرية الأمريكية على السواحل الكوبية. في ديسمبر 1899، أزيل رُفات جميع جُثث المُتوفين ونُقلوا وأُعيدوا للولايات المتحدة بحيث دُفنوا مُجددا في مقبرة أرلينغتون الوطنية.
دُفن بالمقبرة أيضًا ثلاثة جنود خدموا في الكومنولث البريطاني، هُم ضابط بالجيش الكندي من الحرب العالمية الأولى وضابط مُهندس ملكي [الإنجليزية] وبحار في البحرية الملكية الكندية من الحرب العالمية الثانية. هؤلاء الجنود الثلاثة كرمتهم هيئة الكومنولث لمقابر الحرب.

## قائمة المدفونين في المقبرة
- أليشا ألونسو (1920-2019)، مُصممة وراقصة باليه كوبية.
- إبراهيم فرير (1927-2005)، موسيقي ومُغني جاز كوبي.
- بياتريس الليندي (1943–1977)، سياسي اشتراكي وثوري وطبيب جراح تشيلي.
- سانتياغو ألفاريز (1919–1998)، مُخرج سينمائي.
- Manuel Arteaga y Betancourt (1879–1963)، كاردينال.
- Alberto Azoy (?–1952)، مُدرب بيسبول.
- Rosita Fornés (1923-2020)، مُمثلة ومُغنية.
- Beatriz Azurduy Palacios (1952–2003)، مُخرجة أفلام.
- Hubert de Blanck (1856–1932)، مُؤلف موسيقي.
- William Lee Brent (1931–2006)، عُضو سابق في حزب النمور السود.
- خوزيه كابابلانكا (1888–1942)، بطل شطرنج سابق.
- Federico Capdevila (1845–1898)، ضابط في الجيش الإسباني.
- أليخو كاربنتيير (1904–1980)، كاتب وعازف موسيقى.
- Julián Castillo (1880–1948)، لاعب بيسبول.
- Juan Chabás (1910–1954)، كاتب.
- Eduardo Chibás (1907–1951)، سياسي.
- إبراهيم فرير (1927–2005)، مُغني.
- كانديلاريا فيغيريدو (1852–1914)، وطنية كوبية قاتلت خلال فترة النضال الكوبي من أجل الإستقلال عن إسبانيا.
- كارلوس فينلي (1833–1915)، فيزيائي وباحث.
- María Teresa Freyre de Andrade (1896–1975)، مكتبية.
- خوسيه ميغيل غوميز (1858–1921)، رئيس كوبا.
- ماكسيمو غوميز (1836–1905)، بطل عسكري قوي دومينيكاني.
- روبين غونزاليس (1919–2003)، مُلحن وعازف بيانو.
- نيكولاس غولن (1902–1989)، شاعر.
- Nicolás Guillén Landrián (1938–2003)، مُخرج أفلام ورسام.
- توماس غوتييريس علياء (1928–1996)، مُخرج أفلام.
- هاريسون إي. هافنز (1837–1916)، عُضو سابق في الكونغرس الأمريكي.
- ألبرتو كوردا (1928–2001)، مُصور فوتوغرافي.
- Pío Leyva (1917–2006)، مُغن.
- خوسيه ليزاما ليما (1910–1976)، كاتب وشاعر كوبي.
- دولسي ماريا لويناس (1902–1997)، شاعر وروائي.
- Dolf Luque (1890–1957)، لاعب كرة قاعدة.
- Armando Marsans (1887–1960)، لاعب كرة قاعدة.
- Rubén Martínez Villena (1899–1934)، كاتب كوبي وقائد ثوري.
- Mary McCarthy Gomez Cueto (1900–2009)، موسيقية واشتراكية كوبية.
- خوسيه منديز (1887–1928)، لاعب كرة قاعدة..
- Laura Meneses (1894–1973)، ناشطة ثورية كوبية.
- Angel D'Meza (1877–1954)، لاعب كورة قاعدة كوبي.
- Rita Montaner (1900–1958)، مُغنية ومُمثلة وعازفة بيانو.
- ويليام الكسندر مورغان (1928–1961)، مُغامر أمريكي.[14]
- بيلايو كويرفو نافارو (1901–1957)، من ضحايا الهجوم على القصر الرئاسي [الإنجليزية].
- Jaime Lucas Ortega y Alamino (1936–2019)، كاردينال.[15]
- فرناندو فرنانديز (1881–1969)، عالم إنسان وموسيقي.
- Agustin Parla Orduña (1877–1946)، طيار وعُضو في أولى طيور الطيران [الإنجليزية].
- German Pinelli (1907–1996)، صحافي ومُمثل.
- Chano Pozo (1915–1948)، موسيقي وعازف جاز كوبي.
- Juan Ríus Rivera (1848–1924)، بطل عسكري بورتوريكي.
- غويلرمو روبالكابا (1927–2015)، عازف بيانو.
- كيد شوكوليت (1910–1988)، بطل عالمي في الملاكمة.
- Dr. Francisco Taquechel (1869–1955)، طبيب كوبي.
- Cristóbal Torriente  (1893–1938)، لاعب كرة قاعدة.
- Lola Rodríguez de Tió (1848–1924)، شاعر بورتوريكي.
- Alberto Yarini (1882–1910)، رجُل أعمال.

## معرض صور

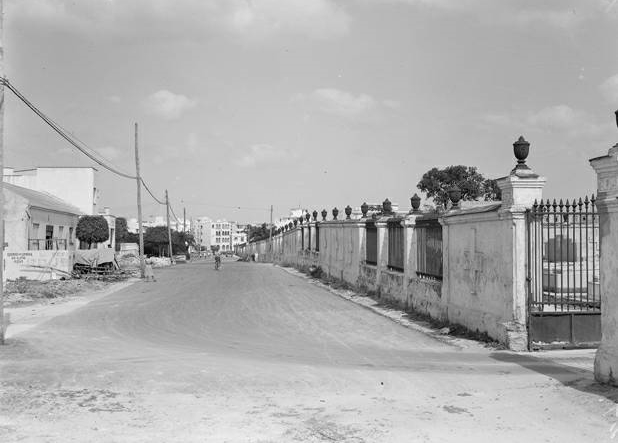
مقبرة كريستوفر كولومبوس

## وصلات خارجية
- صورة بانورامية لمقبرة كريستوفر كولومبوس
- خريطة المقبرة
- مقبرة كريستوفر كولومبوس
- صور لمقبرة كريستوفر كولومبوس